# Илия Фонламов Францискович
Илия Фонламов Францискович е сръбски художник и поет от български и немски произход..

## Живот и кариера
Роден е на 16 февруари 1996 г. в Ниш в семейство от германско-сръбско-български произход, което в края на 17 век се установява в Банат, а по-късно в Ниш. В интервю за най-големия вестник в Черна гора „Вийести“ казва, че се чувства еднакво българин, сърбин, черногорец и германец. С живопис започва да се занимава от шестгодина възраст, а по-сериозно – от дванадесетгодишна възраст. Заради стила си по време на образованието си в Австрия е обявен за превъплъщение на немския ренесансов художник от 16 век Матиас Грюневалд.
Фонламов рисува картина по тържественото честване на 17 век с Медиоланския едикт – „Едикт на царя“. Той е най-младият и първият сръбски и български художник, чиито творби се оценяват от двата най-известни немски и европейски аукционни къщи – „Ноймайстер“ от Мюнхен, и „Аукционата“ от Берлин. По време на оценката на три негови картини: „Евангелист“, „Божият Цвят“ и „Възкресението на Христос“ си спечелва епитета Принц на Европейската живопис. Най-голямо вдъхновение черпи от християнството, както и от православието и католицизма. Фонламов е първият лауреат на Международната награда за поезия „Венац-Вийенац-Венец“ за събиране на стихотворения „Еринерунг“.